# Brachypnoea margaretae
Brachypnoea margaretae är en skalbaggsart som först beskrevs av Schultz 1980.  Brachypnoea margaretae ingår i släktet Brachypnoea och familjen bladbaggar. Inga underarter finns listade i Catalogue of Life.